# Upton (condado de Worcester)
Upton es un lugar designado por el censo (en inglés, census-designated place, CDP) ubicado en el condado de Worcester, Massachusetts, Estados Unidos. Según el censo de 2020, tiene una población de 3090 habitantes.
Está situado en el municipio homónimo.

## Geografía
La localidad está ubicada en las coordenadas 42°10′56″N 71°36′39″O / 42.18222, -71.61083 (42.182147, -71.610847). Según la Oficina del Censo de los Estados Unidos, Upton tiene una superficie total de 6.61 km², de la cual 6.40 km² corresponden a tierra firme y 0.21 km² son agua.

## Demografía
Según el censo de 2020, hay 3090 personas residiendo en Upton. La densidad de población es de 482.81 hab./km². El 86.44% de los habitantes son blancos, el 1.04% son afroamericanos, el 0.03% es amerindio, el 4.34% son asiáticos, el 0.16% son isleños del Pacífico, el 1.94% son de otras razas y el 6.05% son de una mezcla de razas. Del total de la población, el 4.11% son hispanos o latinos de cualquier raza.